# Nicolas Raynier
Nicolas Raynier est un footballeur français né le 4 mars 1984 à Carcassonne. Il évolue au poste d'attaquant.

## Biographie
À Lille, les supporters le surnommaient « Quicksilver » pour son style flamboyant. Très apprécié par l'ensemble de ses coéquipiers et des supporters amiènois pour sa bonne humeur, il participe activement à la bonne saison réalisée par l'Amiens SC lors de la saison 2006-2007 en inscrivant 8 buts en 26 rencontres et termine troisième meilleur buteur du club.
Blessé lors de la réception de Montpellier en championnat le 3 octobre 2007, il subit une intervention chirurgicale au genou gauche qui l'éloignera des terrains pour au moins 6 mois.
Alors qu'il évoluait à l'AS Monaco, il n'a pas réussi à s'imposer dû à l'importante concurrence des Giuly, Morientes, Nonda ou encore Prso. Il participa tout de même au périple des rouges et blancs en Ligue des Champions en 2004 (Après avoir éliminé La Corogne, le Real Madrid et Chelsea, les hommes de Didier Deschamps se sont inclinés 3-0 en finale contre Porto).
Après Monaco, il passa à Lille pour ensuite rejoindre le club d'Amiens.

## Carrière
| Saison      | Club      | Pays   | Championnat | Championnat | Championnat | Championnat  | Championnat  | Europe | Europe | Europe |
| Saison      | Club      | Pays   | Division    | Matchs      | Buts        | Cartons      | Cartons      | Coupe  | Matchs | Buts   |
| ----------- | --------- | ------ | ----------- | ----------- | ----------- | ------------ | ------------ | ------ | ------ | ------ |
| Saison      | Club      | Pays   | Division    | Matchs      | Buts        | Carton jaune | Carton rouge | Coupe  | Matchs | Buts   |
| 2003 - 2004 | AS Monaco | France | Ligue 1     | 2           | 0           | ?            | ?            | /      | -      | -      |
| 2004 - 2005 | Lille OSC | France | Ligue 1     | 0           | 0           | 0            | 0            | IT+C3  | 1+1    | 0+0    |
| 2005 - 2006 | FC Sète   | France | Ligue 2     | 24          | 4           | ?            | ?            | /      | -      | -      |
| 2006 - 2007 | Amiens SC | France | Ligue 2     | 26          | 8           | ?            | ?            | /      | -      | -      |
| 2007 - 2008 | Amiens SC | France | Ligue 2     | 10          | 1           | ?            | ?            | /      | -      | -      |
| 2008 - 2009 | Amiens SC | France | Ligue 2     | 15          | 0           | ?            | ?            | /      | -      | -      |
| 2009 - 2010 | Amiens SC | France | National    | 15          | 7           | ?            | ?            | /      | -      | -      |
| 2010 - 2011 | Amiens SC | France | National    | 25          | 1           | ?            | ?            | /      | -      | -      |
| 2011 - 2012 | Amiens SC | France | Ligue 2     | 5           | 0           | ?            | ?            | /      | -      | -      |

## Palmarès
- LOSC Lille
  - Coupe Intertoto : 2004